# Anahita aculeata
Anahita aculeata là một loài nhện trong họ Ctenidae.
Loài này thuộc chi Anahita. Anahita aculeata được Eugène Simon miêu tả năm 1897.